# Achalinus tranganensis

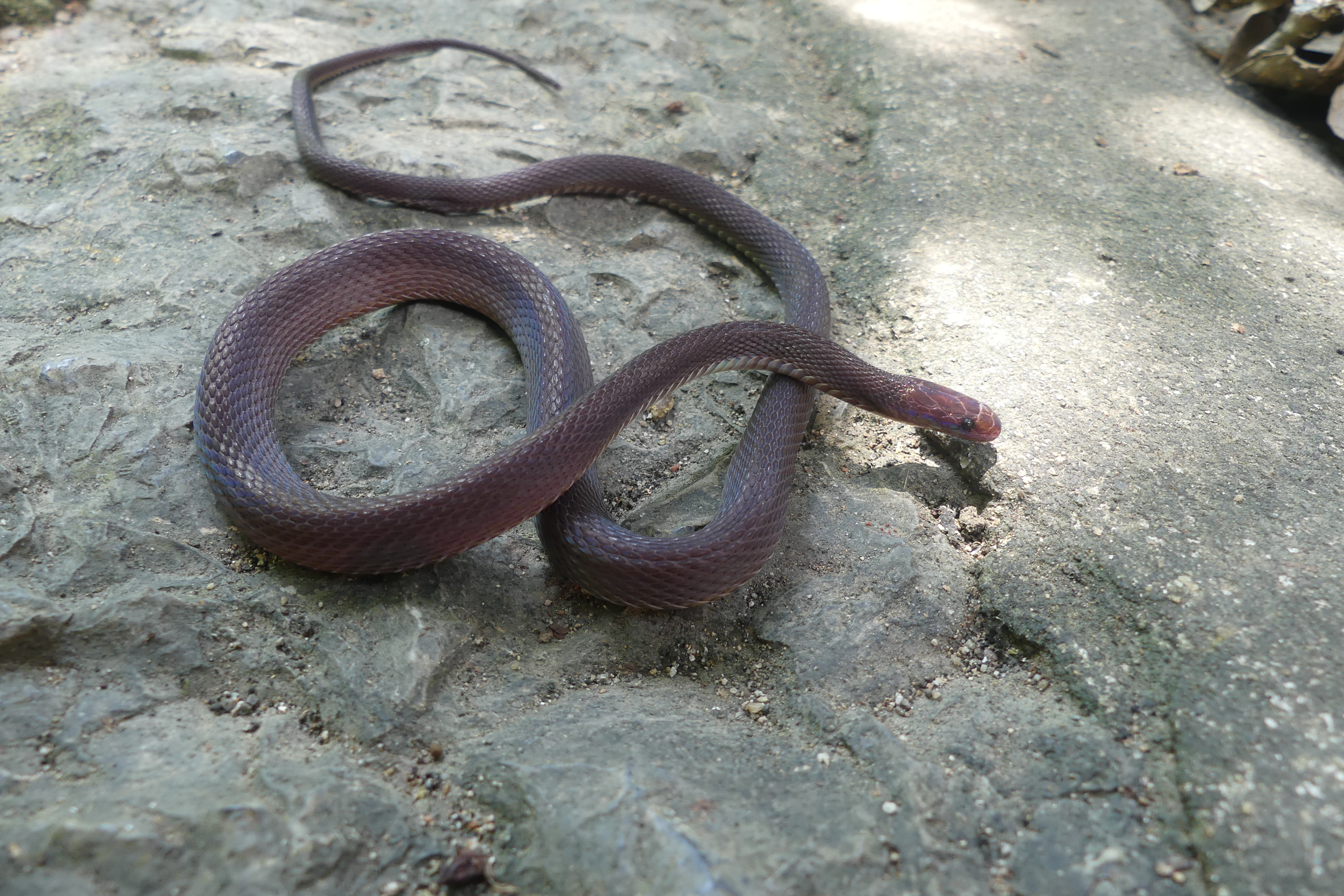
Achalinus tranganensis

Achalinus tranganensis có tên tiếng Việt là Rắn xe điếu tràng an. Loài được mô tả lần đầu vào năm 2020 tại Tràng An, Ninh Bình bởi các nhà khoa học của Trường đại học Lâm nghiệp, Đại học Cologne (Đức), Trung tâm Bảo tồn Thiên nhiên Việt và Đại học Khoa học Tự nhiên.

## Phân bố
- Thế giới: Không
- Việt Nam: Ninh Bình (Tràng An)